# جامعة أوغسبورغ (الولايات المتحدة)
جامعة أوغسبورغ (بالإنجليزية: Augsburg University)‏ هي جامعة خاصة أمريكية تقع في مدينة مينيابوليس بولاية مينيسوتا، الولايات المتحدة. وهي تابعة للكنيسة الإنجيلية اللوثرية في أمريكا. تأسست عام 1869 كمعهد لاهوتي لوثري نرويجي-أمريكي يُعرف باسم "معهد أوغسبورغ اللاهوتي". اليوم، تضم الجامعة حوالي 2400 طالب في مرحلة البكالوريوس و700 طالب في الدراسات العليا. تُعرف أوغسبورغ بتركيزها على التعلم من خلال الخدمة؛ حيث تُعد الخبرات التعليمية التفاعلية استراتيجية تعليمية أساسية وجزءًا مطلوبًا من مقررات الطلاب الدراسية.
سُمِّيت جامعة أوغسبورغ بهذا الاسم تيمنًا بمدينة أوغسبورغ في ألمانيا، والتي لعبت دوراً محورياً في تاريخ الحركة اللوثرية. تأسست الجامعة في الأصل كمعهد لاهوتي لوثري، والاسم يعكس الجذور الدينية والثقافية النرويجية-الألمانية لمؤسسيها، الذين كانوا ملتزمين بتقاليد الكنيسة اللوثرية والإرث الإصلاحي المرتبط بمدينة أوغسبورغ.

## وصلات خارجية
- الموقع الرسمي